# Maciço do Beaufortain
O Maciço do Beaufortain (em francês:  Massif du Beaufortain) é um maciço  dos Alpes Ocidentais, grupo dos Alpes Graios, que se situa nos  departamento francês da Saboia e Alta Saboia, e cujo ponto culminante é o Monte Roignais com 2995 m.
Formado por rocha metamórfica e rochas sedimentares, o maciço está delimitado a Sul pela Isère e o seu Vale da Tarentaise, a Nordeste pelo Arly que é um afluente do rio Isère,
Em volta do maciço encontram-se o Maciço des Aravis,o  Maciço des Bauges, o Maciço da Vanoise, e o Maciço do Monte Branco.

## Desportos
Um certo número de estações de desporto de inverno se encontram na maciço, e entre outras, les Contamines-Montjoie, Megève, Saint-Gervais-les-Bains, e  les Saisies.

## Imagem

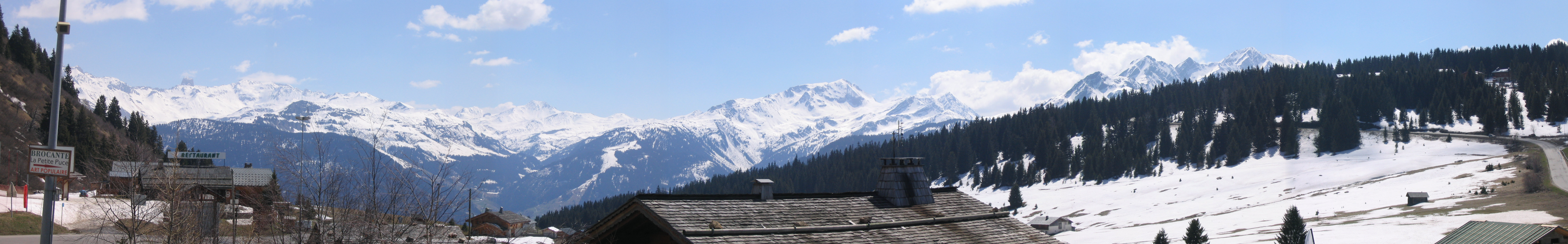
Panorama du maciço do Beaufortain visto do colo des Saisies

## SOIUSA

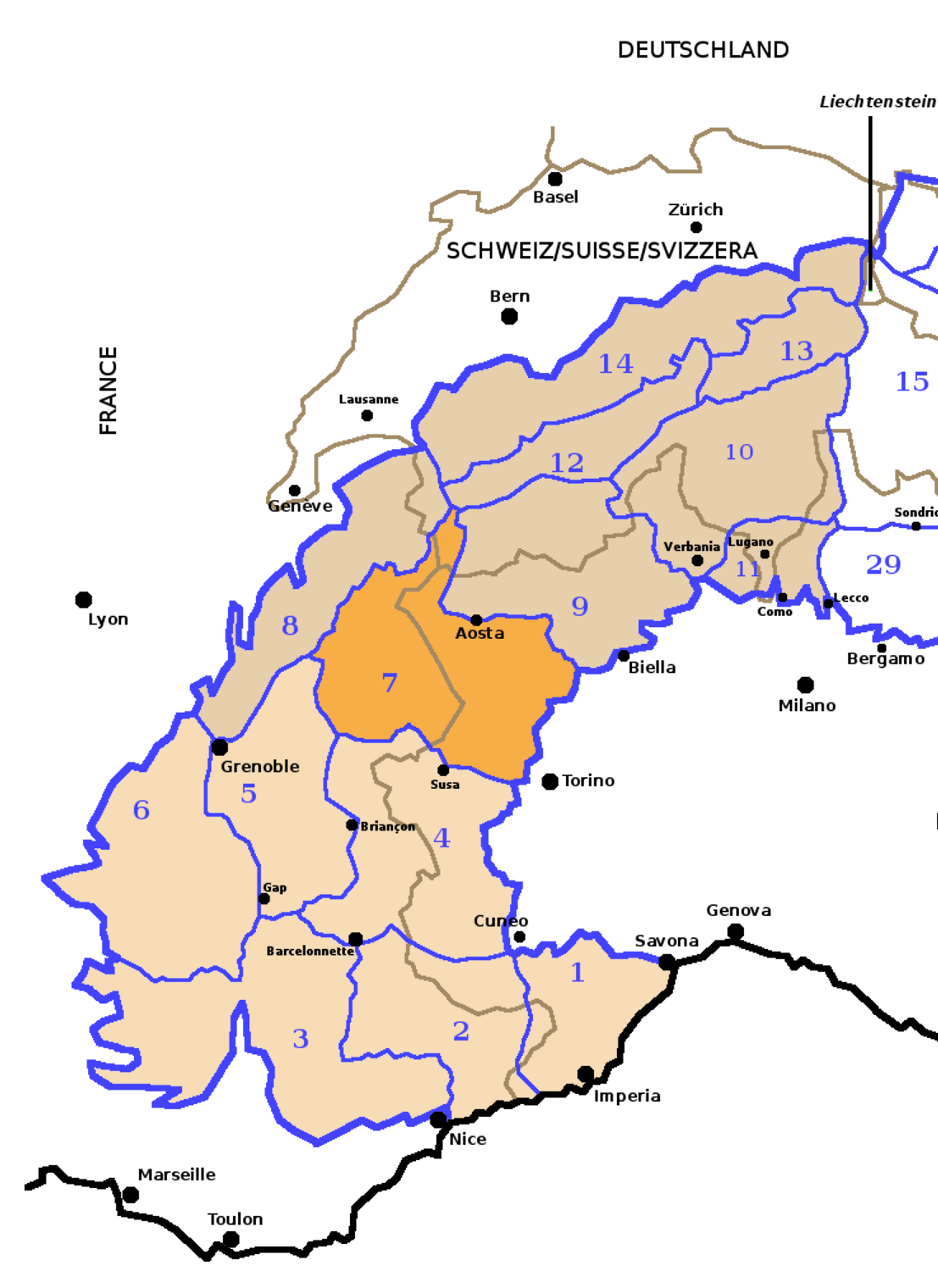
Zona de localização 7

A Subdivisão Orográfica Internacional Unificada do Sistema Alpino (SOIUSA) criada em 2005, dividiu os Alpes em duas grandes partes:Alpes Ocidentais e Alpes Orientais, separados pela linha formada pelo  Rio Reno - Passo de Spluga - Lago de Como - Lago de Lecco.
Os Alpes de Lanzo e da Alta Maurienne, Alpes da Vanoise e do Grande Arc, Alpes da Grande Sassière e do Rutor, Alpes do Grand Paradis, Alpes do Monte Branco, e Alpes do Beaufortain formam os Alpes Graios.

### Classificação  SOIUSA
Segundo a SOIUSA este acidente orográfico é uma Sub-secção alpina  com a seguinte classificação:
- Parte = Alpes Ocidentais
- Grande sector alpino = Alpes Ocidentais-Norte
- Secção alpina = Alpes Graios
- Sub-secção alpina = Alpes do Beaufortain
- Código = I/B-7.VI